# Ung teaterscen
Ung Teaterscen är en ideell ungdomsorganisation som samlar barn- och ungdomsföreningar runt om i hela Sverige som främst ägnar sig åt amatörteater. Organisationen är barn och ungdomars röst inom Sveriges amatörteater och verkar för "att amatörteater och amatörscenkonst ska ha en självklar plats i allas liv." Ung Teaterscen har sitt säte i Stockholm.
Organisationen bildades 2012 och var en ungdomsorganisation som vid start tillhörde Amatörteaterns riksförbund tills att organisationen blev en fristående ungdomsorganisation. Organisationen bytte namn från ATR Ung till Ung Teaterscen i samband med att organisationen blev fristående.

## Organisationens syfte
Organisationens syfte enligt stadgarna är:
- Att utveckla och stödja amatörteatern med fokus på barn och ungas demokratiska rättigheter
- Att vara barn och ungas röst i teatersverige

## Verksamhet
Ung Teaterscen genomför och arrangerar olika projekt varje år, och ger dessutom ut förening- och projektbidrag till sina medlemsföreningar.

### Ung Teaterfestival
Ung Teaterscen anordnar årligen sin festival vid namn Ung Teaterfestival som ofta hålls i samarbete med någon av sina föreningar.
- Ung Teaterfestival 2017 - Uppsala, i samarbete med Gottsunda Dans & Teater
- Ung Teaterfestival 2018 - Vadstena, i samarbete med Vadstena Unga Teater[3]
- Ung Teaterfestival 2019 - Lidköping, i samarbete med Esplanadteatern[4][5]

### Andra projekt
- Digital teaterledarutbildning[6] - 2020
- Spoken word -kurs - 2021
- Starta och driv[7] - 2020-2021

## Ordförande[8]
Följande personer har varit ordförande.
- 2021 - 2022 Johanna Martinsson
- 2023 - Oskar Siri